# Abdesslem Ben Hamida
Abdesslem Ben Hamida (arabe : عبد السّلام بن حميدة), né le 9 août 1949 dans l'archipel des Kerkennah et mort le 26 octobre 2016 à Tunis, est un universitaire et historien tunisien spécialiste de l'époque contemporaine et du syndicalisme tunisien.

## Biographie
Fils d'un syndicaliste insulaire, tout comme les leaders Farhat Hached et Habib Achour, il poursuit ses études secondaires à Sfax avant de rejoindre la faculté des lettres et sciences humaines de Tunis.
En 1971, il obtient une maîtrise d'histoire de l'université de Nice, un diplôme de recherches approfondies en 1979 puis un doctorat d'État, toujours à l'université de Nice, en 2000.
Professeur émérite à l'université de Tunis, où il enseigne depuis 1978 l'histoire de la Tunisie contemporaine, il est secrétaire général de la Commission nationale d'histoire militaire de 2004 à 2012, membre de la Commission internationale d'histoire militaire comparée en 2010 et directeur de l'Institut supérieur d'histoire du mouvement national entre 2008 et 2011. 

## Publications
Outre les articles publiés en Tunisie, au Liban et en France, il a publié les ouvrages suivants :
- (ar) Histoire du mouvement syndical ouvrier de la Tunisie : 1924-1956, éd. Mohamed Ali, Tunis/Sfax, 1984
- Le syndicalisme tunisien, de la Deuxième Guerre mondiale à l'autonomie interne, éd. Faculté des sciences humaines et sociales de Tunis, Tunis, 1989
- Capitalisme et syndicalisme en Tunisie (1924-1956), éd. Faculté des sciences humaines et sociales de Tunis, Tunis, 2003
- Habib Achour (1913-1999) : le timonier de l'UGTT, édition à compte d'auteur, Tunis, 2013[4]